# Quel
Quel est une commune de la communauté autonome de La Rioja, en Espagne.

## Démographie
| 1842  | 1877  | 1887  | 1897  | 1900  | 1910  | 1920  | 1930  | 1940  |
| ----- | ----- | ----- | ----- | ----- | ----- | ----- | ----- | ----- |
| 1 857 | 1 843 | 1 924 | 1 941 | 2 020 | 2 262 | 2 358 | 2 567 | 2 741 |

| 1950  | 1960  | 1970  | 1981  | 1991  | 2001  | 2011  | - | - |
| ----- | ----- | ----- | ----- | ----- | ----- | ----- | - | - |
| 2 681 | 2 242 | 2 192 | 2 140 | 2 047 | 1 958 | 2 083 | - | - |

## Administration

### Conseil municipal
La ville de Quel comptait 2 011 habitants aux élections municipales du 26 mai 2019. Son conseil municipal (en espagnol : Pleno del Ayuntamiento) se compose donc de 11 élus.
| Parti | Parti                                    | Voix | %       | Élus   |
| ----- | ---------------------------------------- | ---- | ------- | ------ |
|       | Parti populaire (PP)                     | 782  | 72,40 % | 8 / 11 |
|       | Parti socialiste ouvrier espagnol (PSOE) | 278  | 25,65 % | 3 / 11 |

### Liste des maires
| Mandat    | Maire | Maire                         | Parti                   |
| --------- | ----- | ----------------------------- | ----------------------- |
| 1979-1983 |       | Senen Pérez Aldama            | Agrupación de Electores |
| 1979-1983 |       | Gabriel Pérez Marzo           | Comisión Gestora        |
| 1983-1987 |       | Gabriel Pérez Marzo           | AP                      |
| 1987-1991 |       | José Sigüenza Navarro         | AP                      |
| 1991-1995 |       | Francisco Javier Pérez Marzo  | PSOE                    |
| 1995-1999 |       | Eduardo Alberto Martínez Muro | PP                      |
| 1999-2003 |       | Jesús Antonio Jiménez Rada    | PSOE                    |
| 2003-2007 |       | Jesús Antonio Jiménez Rada    | PSOE                    |
| 2007-2011 |       | Víctor Manuel Rada Resano     | PP                      |
| 2011-2015 |       | Víctor Manuel Rada Resano     | PP                      |
| 2015-2019 |       | Víctor Manuel Rada Resano     | PP                      |
| 2019-2023 |       | Víctor Manuel Rada Resano     | PP                      |

## Lieux et monuments
- Château de Quel (castillo de Quel), date du XVe siècle.
- Église Saint-Sauveur (Iglesia de San Salvador), date du XVIe siècle.
- Ermitage du Christ de la Transfiguration (Ermita del Cristo de la Transfiguración).
- Mémorial à Manuel Bretón de los Herreros, construit en 1983.

## Personnalités liées à la commune
- Santiago Aldama (1968), joueur de basket-ball.